# Урреде, Хуан де
Хуан де Урреде, также Урреда и Йоханнес де Вреде (исп. Juan de Urrede, Urreda, нидерл. Johannes de Wreede; Брюгге, около 1430 — не ранее 1485) — фламандский по происхождению композитор и певец эпохи Возрождения. Служил в Испании у герцога Альбы при дворе католических величеств Фердинанда II и Изабеллы I. Больше известен своими сочинениями для двора, хотя писал и духовные произведения.

## Биография
Родился около 1430 года в городе Брюгге и был крещён под именем Йоханнес де Вреде. Его отец, Роландус де Вреде был до 1482 года органистом в ныне утраченном Соборе Святого Донациана в Брюгге.
В 1451 году Йоханесу было отказано в поступлении в Собор Святого Домициана на том основании, что отец и сын не имели права работать в одном и том же учреждении. В 1457 году он получает должность в церкви Богоматери.
В 1460 году его имя исчезает из записей, что говорит о том, что именно в тот год он отправился из Брюгге в Испанию, служить Гарсии Альваресу до Толедо, 1-му герцогу Альба, двоюродному брату короля Фердинанда II.
17 июня 1477 года он получает звание певца и капельмейстера хора Королевской капеллы Арагона.
Согласно счётным книгам королевского двора, его договор закончился не ранее 1482 года. В том же году он подаёт прошение о месте на кафедре музыки университета Саламанки, которое не было удовлетворено.
Об Урреде не сохранилось никаких записей после 1482 года. Считается, что Уреде мог умереть в период между 1482 и 1484 годами, хотя есть некоторые свидетельства того, что он, возможно, прожил дольше.

## Труды
Урреде является автором нескольких музыкальных аранжировок для католического гимна Pange lingua, основанных на изначально мосарабской мелодии, сочинённой ещё Фомой Аквинским. Один из вариантов на четыре голоса повсеместно исполнялся уже в XVI веке, став основой ряда клавирных произведений и месс испанских композиторов.
Однако наибольшую известность Хуану де Урреде принесли его светские произведения. В 1470 году он написал красивую песню в трёх частях, на слова, приписываемые самому герцогу Альбе — «Никогда не было большей тоски» (Nunca fue pena mayor). Этому произведению подражали многие современники Урреде, например, такие как Пьер де ла Рю и Франсиско де Пеньялоса. Итальянский композитор Бартоломео Тромбончино также воспроизвёл начальный отрывок из Урреде в своём сочинении Nunqua fu pena magiore. Некоторые части этой песни Урреде также использовались в театральных постановках Жила Висенте.
Сочинения Урреде сохранились в следующих сборниках:
- «Песенник Колумбовой библиотеки», 1460-1490 годы, куплен в 1534 году Фернандо Колумбом, сыном Христофора Колумба для своей севильской коллекции (т.н. «Колумбова библиотека», исп. Biblioteca Colombina)
- «Сто песен гармонической музыки»[англ.], 1501 год, Венеция